# Messaline, impératrice et putain
Pour les articles homonymes, voir Messaline (homonymie).
Pour plus de détails, voir Fiche technique et Distribution.
Messaline, impératrice et putain (Messalina, Messalina!) est une comédie érotique italienne réalisée par Bruno Corbucci, sortie en 1977.

## Synopsis
Messaline, épouse infidèle de l'empereur Claude (successeur de Caligula) a de nombreuses aventures à l'insu de son époux. Cependant, à la fin, tout se termine par un bain de sang comique lorsque l'empereur rentre chez lui plus tôt que prévu pour surprendre une orgie se déroulant dans son palais. Claude ordonne à ses soldats de massacrer Messaline et tous les participants à l'orgie, mais tout ne se passe pas comme prévu...

## Fiche technique
Sauf indication contraire, les informations mentionnées dans cette section peuvent être confirmées par la base de données cinématographiques IMDb,  présente dans la section « Liens externes ».
- Titre original : Messalina, Messalina![1]
- Titre français : Messaline, impératrice et putain[2]
- Réalisateur : Bruno Corbucci
- Scénario : Mario Amendola, Bruno Corbucci
- Photographie : Marcello Masciocchi
- Montage : Daniele Alabiso (it)
- Décors : Claudio Cinini (it)
- Costumes : Alberto Verso (it)
- Musique : Guido et Maurizio De Angelis
- Producteurs : Franco Rossellini, Renato Jaboni
- Société de production : Medusa Film
- Pays de production :  Italie
- Langue de tournage : italien
- Format : Couleur (Telecolor) - 1,85:1 - son mono - format 35 mm
- Durée : 95 minutes[1]
- Genre : péplum, comédie érotique italienne
- Dates de sortie :
  - Italie : 11 août 1977
  - Allemagne de l'Ouest : 30 octobre 1980
  - France : 1er juillet 1981[2]

## Distribution
- Lino Toffolo : Giulio Nelio, le Vénitien
- Bombolo : le centurion Bisone
- Tomás Milián : Baba
- Anneka Di Lorenzo (en) : Messaline
- Vittorio Caprioli : Claude, empereur
- Giancarlo Prete : Caius Silius
- Lori Wagner : Agrippine la Jeune
- Ennio Antonelli : Paolo
- Alessandra Cardini (it) : Calpurnia
- Luca Sportelli (it) : Poldo
- Salvatore Borgese : Mevius
- Jimmy il Fenomeno : l'homme dans la taverne

## Production
Malgré un titre utilisé dans certains pays, Caligula II: Messalina, Messalina, le film n'est en aucun cas la suite du film Caligula de Tinto Brass, d'ailleurs sorti deux ans plus tard en 1979. Pendant la longue période de post-production de Caligula, le coproducteur Franco Rossellini a voulu réutiliser les coûteux décors et costumes utilisés dans le film, craignant que ce dernier ne soit censuré. Donc, comme mentionné dans le générique, les décors conçu par Danilo Donati pour Caligula sont les mêmes que ceux utilisés dans Messaline, impératrice et putain.